# Paranasoona
Paranasoona là một chi nhện trong họ Linyphiidae.